# Chimarra babuyana
Chimarra babuyana är en nattsländeart som beskrevs av Wolfram Mey 1998. Chimarra babuyana ingår i släktet Chimarra och familjen stengömmenattsländor. Inga underarter finns listade i Catalogue of Life.